# Kontinuum (Mathematik)
Als Kontinuum wird in der Mengenlehre meist die Menge der reellen Zahlen bezeichnet oder Teilmengen wie Intervalle. Der Begriff soll das Augenmerk auf die Ordnungsstruktur und die Kardinalität lenken, und nicht etwa auf die arithmetischen oder algebraischen Eigenschaften.

## Kontinua im Allgemeinen
Man kann (etwa mit den ZF-Axiomen, sogar ohne das Auswahlaxiom) zeigen, dass die folgenden Mengen alle gleichmächtig sind:
1. {\displaystyle \mathbb {R} }, die Menge aller reellen Zahlen
2. {\displaystyle \mathbb {C} }, die Menge aller komplexen Zahlen
3. {\displaystyle (0,1)}, die Menge aller reellen Zahlen, die zwischen 0 und 1 liegen
4. {\displaystyle \mathbb {R} \setminus \mathbb {Q} }, die Menge aller irrationalen Zahlen
5. {\displaystyle \mathbb {R} \setminus \mathbb {A} }, die Menge aller reellen transzendenten Zahlen
6. {\displaystyle \mathbb {C} \setminus \mathbb {A} }, die Menge aller komplexen transzendenten Zahlen
7. {\displaystyle {\mathcal {P}}({\mathbb {N} })}, die Menge aller Teilmengen der natürlichen Zahlen, also die Potenzmenge von {\displaystyle \mathbb {N} }
8. {\displaystyle \left\{0,1\right\}^{\mathbb {N} }}, die Menge aller Funktionen mit Definitionsbereich {\displaystyle \mathbb {N} } und Zielbereich {0,1}
9. {\displaystyle \mathbb {N} ^{\mathbb {N} }}, die Menge aller Folgen von natürlichen Zahlen
10. {\displaystyle \mathbb {R} ^{\mathbb {N} }}, die Menge aller Folgen von reellen Zahlen
11. {\displaystyle \{f\colon \mathbb {R} \to \mathbb {R} \mid f{\text{ stetig}}\}}, die Menge aller stetigen Funktionen von {\displaystyle \mathbb {R} } nach {\displaystyle \mathbb {R} }
12. Jeder überabzählbare polnische Raum, das schließt bei gewissen naheliegenden Interpretationen alle vorhergehenden Beispiele, bis auf die Mengen transzendenter Zahlen, und auch etwa alle mindestens eindimensionalen Mannigfaltigkeiten mit ein.
13. {\displaystyle {}^{*}\mathbb {R} }, die Menge aller hyperreellen Zahlen

Die Mächtigkeit dieser Menge (oder ihre Kardinalzahl) wird üblicherweise {\displaystyle {\mathfrak {c}}} (Fraktur c, für continuum), {\displaystyle \beth _{1}} (siehe Beth-Funktion) oder {\displaystyle \aleph } (Aleph, der erste Buchstabe des hebräischen Alphabets) genannt. Da es sich um die Potenzmenge von {\displaystyle \mathbb {N} } handelt und die Mächtigkeit von {\displaystyle \mathbb {N} } mit {\displaystyle \aleph _{0}} bezeichnet wird, schreibt man dafür auch {\displaystyle 2^{\aleph _{0}}}.
Es hat sich gezeigt, dass sehr viele weitere Strukturen, die in der Mathematik untersucht werden, dieselbe Mächtigkeit haben.

### Kontinuumshypothese
Die Vermutung, dass alle überabzählbaren Teilmengen der reellen Zahlen gleichmächtig mit den reellen Zahlen sind, heißt Kontinuumshypothese (engl. continuum hypothisis, kurz CH). Kurt Gödel und Paul Cohen bewiesen, dass weder die Aussage CH selbst noch ihre Negation ¬CH mit den Axiomen von ZF beweisbar sind.

## Kontinua in der Topologie
In der Topologie wird der Kontinuumsbegriff oft enger gefasst als in anderen Teilgebieten der Mathematik. Hier versteht man unter einem Kontinuum einen zusammenhängenden kompakten Hausdorff-Raum (Kontinuumsbegriff im weiteren Sinne).
Einige Autoren fordern noch zusätzlich, dass ein Kontinuum stets dem zweiten Abzählbarkeitsaxiom genügen müsse, oder fassen unter den Kontinuumsbegriff gar allein die zusammenhängenden kompakten metrischen Räume (Kontinuumsbegriff im engeren Sinne). Ein solches Kontinuum im engeren Sinne nennt man daher (genauer) auch ein metrisches Kontinuum (engl. metric continuum). Die metrischen Kontinua liefern viele der wichtigsten in der Topologie vorkommenden Räume. Typische Beispiele sind etwa:
1. Abgeschlossene Intervalle {\displaystyle [a,b]\subset \mathbb {R} } von reellen Zahlen
2. Abgeschlossene Vollkugeln {\displaystyle {\overline {B_{r}}}} im {\displaystyle n}-dimensionalen euklidischen Raum
3. Die {\displaystyle n}-Sphäre {\displaystyle S^{n}} im (n+1)-dimensionalen euklidischen Raum
4. Polygonzüge[6]
5. Jordankurven

Dass der in der Mathematik im Allgemeinen vorkommende und der in der Topologie benutzte Kontinuumsbegriff nicht allzu weit auseinander liegen, ergibt sich aus dem folgenden Satz:
Ein metrisches Kontinuum mit mehr als einem Element hat die Mächtigkeit {\displaystyle {\mathfrak {c}}} der Menge der reellen Zahlen.

### Peano-Räume
Peano-Räume oder Peano-Kontinua sind Kontinua mit speziellen Zusammenhangseigenschaften und werden so genannt nach dem italienischen Mathematiker Giuseppe Peano. Auch bei ihnen gibt es unterschiedliche Auffassungen hinsichtlich der Frage des Vorliegens einer Metrik. Nach moderner Auffassung ist ein Peano-Raum (bzw. Peanoraum; engl. Peano space oder Peano continuum) ein lokal zusammenhängendes metrisches Kontinuum mit mindestens einem Element.
Peano wies in seiner berühmten Arbeit Sur une courbe, qui remplit toute une aire plane im Band 36 der Mathematischen Annalen des Jahres 1890 nach, dass sich das Einheitsintervall {\displaystyle I=[0,1]} in stetiger Weise auf das Quadrat {\displaystyle I\times I=[0,1]\times [0,1]} der euklidischen Ebene abbilden lässt. Bei der weiteren Untersuchung dieses überraschenden Resultats hat sich ergeben, dass die Peano-Räume die folgende Charakterisierung zulassen, welche heute als Satz von Hahn und Mazurkiewicz bzw. als Satz von Hahn-Mazurkiewicz-Sierpiński (nach Stefan Mazurkiewicz, Hans Hahn und Wacław Sierpiński) bekannt ist:
Ein Hausdorff-Raum {\displaystyle X\neq \emptyset } ist dann und nur dann zu einem Peano-Raum homöomorph, wenn eine stetige Abbildung {\displaystyle f\colon I\to X} existiert, welche zugleich surjektiv ist.
Kurz gesagt sind also Peano-Räume bis auf Homöomorphie die stetigen Bilder der Peano-Kurven.